# Hans-Joachim Kühn
Hans-Joachim Kühn (* 1958 in Völklingen) ist ein deutscher Historiker.

## Leben
Hans-Joachim Kühn stammt aus einer saarländisch-pfälzischen Familie. Nach dem Abitur 1977 studierte er in Saarbrücken und Tübingen Geschichte und Klassische Philologie. Nach der Promotion im Fach Geschichte arbeitete er von 1985 bis 1988 als Stadtarchivar in Püttlingen und danach von 1989 bis 1999 als Museumsberater für die nichtstaatlichen Museen im Saarland beim Saarländischen Museumsverband. Seit 2000 ist er freiberuflich tätig, unter anderem seit 2001 als Lehrbeauftragter für Regionalgeschichte an der Universität des Saarlandes und von 2010 bis 2012 als Mitarbeiter am Lehrstuhl für Geschichte des Mittelalters.
Hans-Joachim Kühn ist verheiratet und hat drei Kinder.

## Schriften (Auswahl)
- Küche, Speis’ und Trank auf pfälzischen Burgen nach Rechnungen des 15. Jahrhunderts, in: Jürgen Keddigkeit und Stefan Ulrich (Hg.), Ausgewählte Beiträge der pfälzischen Burgenforschung 2019–2022 (Stiftung zur Förderung der pfälzischen Geschichtsforschung, Reihe F: Burgen der Pfalz, Band 2), Neustadt an der Weinstraße 2023, S. 129–151.
- Ein Brand auf Burg Kirkel im Jahr 1486, in: Jürgen Keddigkeit und Stefan Ulrich (Hg.), Ausgewählte Beiträge der pfälzischen Burgenforschung 2019–2022 (Stiftung zur Förderung der pfälzischen Geschichtsforschung, Reihe F: Burgen der Pfalz, Band 2), Neustadt an der Weinstraße 2023, S. 95–114.
- Hermann Dörkens Briefe aus dem Deutsch-Französischen Krieg 1870/71 an seine Braut, in: Zeitschrift für die Geschichte der Saargegend, 70. Jg., 2022, S. 39–99.
- Der Kreuzzug nach Damiette und die Gründung der Deutschordenskommende Saarbrücken durch Graf Simon III., in: Frankenreich – Testamente – Landesgeschichte. Festschrift für Brigitte Kasten zum 65. Geburtstag, herausgegeben von Christian Vogel, Christina Abel, Tobias Wagner, Katharina Smola, Daniel Ludwig (Veröffentlichungen der Kommission für Saarländische Landesgeschichte, Band 53), Saarbrücken 2020, S. 481–493.
- Landesherrliche Finanzen und Finanzverwaltung im Spätmittelalter. Die Rechnungen der Kellerei Kirkel im Herzogtum Pfalz-Zweibrücken (1434/35–1503/04) (Schriften der Kommission für Saarländische Landesgeschichte, Band 47), Saarbrücken 2015. [X + 846 Seiten].
- Quellen zum landesherrlichen Rechnungswesen an Saar, Mosel und Rhein, in: Brigitte Kasten (Hg.), Historische Blicke auf das Land an der Saar. 60 Jahre Kommission für Saarländische Landesgeschichte und Volksforschung, Saarbrücken 2012, S. 125–146.
- Bauunterhaltung und Ausbau hinterpfälzischer Burgen im Spiegel spätmittelalterlicher Rechnungen, in: Kaiserslauterer Jahrbuch für pfälzische Geschichte und Volkskunde, Band 12 (Festschrift für Jürgen Keddigkeit zum 65. Geburtstag), herausgegeben von Barbara Schuttpelz und Roland Paul, Kaiserslautern 2012, S. 153–164.
- Byzantinische Stadtbefestigungen, in: Olaf Wagener (Hg.), „Vmbringt mit starcken turnen, murn“, Ortsbefestigungen im Mittelalter, Beihefte zur Mediaevistik, Band 15, Frankfurt am Main, Berlin, Bern, Bruxelles, New York, Oxford, Wien 2010, S. 393–410.
- Die Geschichte der Burg in Püttlingen nach archivalischen Quellen, in: Hans-Joachim Kühn (Hg.): Beiträge zum 1. Saarländischen Burgensymposion am 31. März 2007 in Saarbrücken, herausgegeben im Auftrag der Gasthörer/innen, Kulturkreis an der Universität des Saarlandes e.V., Saarbrücken/Münster 2009, S. 67–83.
- „Freiheit, Brot, Gerechtigkeit!“  Die Arbeiterbewegung an der Saar, Katalog zur Ausstellung der Stiftung Demokratie Saarland, Saarbrücken 2007. Die Tafeln der gleichnamigen Ausstellung, die mit dem gedruckten Katalog nicht identisch sind, finden sich online unter „Freiheit, Brot, Gerechtigkeit!“  Die Arbeiterbewegung an der Saar (PDF; 32,4 MB).
- „Wann eine Kuh nicht stieren will ...“ Kräutermedizin und Volksmagie in einem bäuerlichen Haushalt um 1800, Saarbrücken 2005.
- Franz von Sickingen an Saar, Mosel und Maas, herausgegeben vom Museum St. Wendel, der Stiftung Dr. Walter Bruch und vom Stadtarchiv St. Wendel, St. Wendel 2004.